# بودينزانا
بودينزانا، (بالإنجليزية: Podenzana)‏، هي بلدية في مقاطعة ماسا كرارا في توسكانا الإيطالية، وتقع على بعد حوالي 110 كيلومترا (68 ميل) شمال غرب فلورنسا، وحوالي 25 كيلومترا (16 ميل) شمال غرب ماسا. اعتبارا من 31 ديسمبر 2004، كان عدد سكانها 1947 ومساحة 17.3 كيلومتر مربع (6.7 ميل مربع).

## السكان
في سنة 1861 بلغ عدد السكان 1٬622 نسمة، وتطور العدد ليصل في سنة 2011 لـ 2٬142 نسمة.
يظهر هذا المخطط البياني تطور النمو السكاني لـ بودينزانا